# Лямбда-ритм
Лямбда-волны, лямбда-ритм — остроконечные волны с частотой 4—5 герц, которые возникают в затылочных областях коры, когда человек решает определенного типа зрительные задачи. 
Лямбда-ритмы возникают только при открытых глазах, когда глаза человека совершают поисковые движения по предмету. Как только глаза закрываются, а также в  состоянии сна, лямбда-волны исчезают.